# Longbeach (Nouvelle-Zélande)
Long Beach, est une petite localité côtière de la région d’Otago, dans l’île du Sud de la Nouvelle-Zélande.

## Situation
Elle est située dans les limites de la ville de Dunedin, mais siège à 15 kilomètres au nord-est du centre de la ville, entre la baie de Blueskin (en) et l’embouchure de Otago Harbour. Le petit village de « Purakaunui » est aussi localisé à proximité.

## Nom
Le village était connu des Māori sous le nom de Warauwerawera,

## Histoire
Certaines des plus anciennes traces d’installations humaines de l’île du Sud sont situées à proximité au niveau de « Kaikai Beach », juste au nord-ouest de ‘Long Beach’.
Le village maori initial comprenait approximativement 100 maisons mais lors de la colonination européenne, de nombreuses lots furent mis en vente aux enchères en octobre 1922 pour un dépôt d’une pound.

## Géographie
La ville de Long Beach est proche d’une plage de sable, qui s’étend sur 2,4 kilomètres entre deux formations rocheuses côtières.

## Loisirs
Du fait que la plage siège dans une baie et est rarement affectée par la houle, c’est un lieu habituel pour nager.
Des falaises d’escalade et des grottes sont situées sur le côté ouest, attirant de nombreux sportifs.

## Faune
La vie ornicole de la plage et des zones de lagon comprennent des espèces telles que de manchots pygmées ou pingouins bleus, des pinnipèdes et des phoques, des Sterninae, des pukekos, des hérons, des spatules ou spoonbills, et des canards sauvages.

## Flore
La Société écologique de Mopanui, qui est un groupe de la communauté de Long Beach, qui a travaillé à l’amélioration de la beauté du secteur en plantant en masse des plantes de la flore native dans une zone formant une réserve.

## Média
Le film de 2006 Out of the Blue (en) est enregistré initialement à Long Beach.